# Nasa sagasteguii
Nasa sagasteguii är en brännreveväxtart som beskrevs av Weigend. Nasa sagasteguii ingår i släktet färgkronor, och familjen brännreveväxter. Inga underarter finns listade i Catalogue of Life.